# THE GAME SHOP
THE GAME SHOP（ザ・ゲームショップ）は、大阪を拠点に活動しているデジタルロックバンドである。

## メンバー
- Kimito (赤井 公人) - ボーカル
- Kenjiro (岡本 健二郎) - ギター
- McD (町田 怜亮) - マニピュレーター
- Yukio (小濱 征央) - ドラム

旧メンバー
- Mac - ギター （-2012）
- Nesa - ベース（-2015）
- D-mantla - ボーカル（2013-2015）

## 略歴
2008年
- THE GAME SHOP結成。

2013年
- 6月 1stAlbum 「CONTROL GAME」リリース。

2014年
- 7月 Tower Record限定Single 「HYBRID GAME」リリース。
- シンガポール・マレーシアの2カ国での初の海外公演を実施。
- 10月 2ndAlbum 「FUTURE GAME」リリース。

2015年
- 8月 台湾HeartTownFestival 出演。

2016年
- 8月 SUMMER SONIC 2016 DJ SETにて出演。
- 11月 download only single「ROCK ON」リリース。

2017年
- 6月 PENDULUM来日大阪公演にてバンドセットによる出演でサポートアクトを務める。
- 9月 3rdAlbum 「STREET ACTION」リリース。
- 9月 関西テレビ「音エモン」番組内にて3rd Album "STREET ACTION"より"Music as medication"のMVが放送される。

2018年
- 1月 結成10周年を記念しワンマンライブ実施。
- 4月 台湾Spring Scream出演(2回目)。

2019年
- 10月 ニューカレドニアBlackWoodStockFesへ出演。

2020年
- 1月 フランスSCHMOUL FESTIVALへ出演。
- 7月 ゲストを招いてコラボレーション曲を兼ねた２マンライブ主催イベント「CROSS GAME」始動。